# Năruja, Vrancea

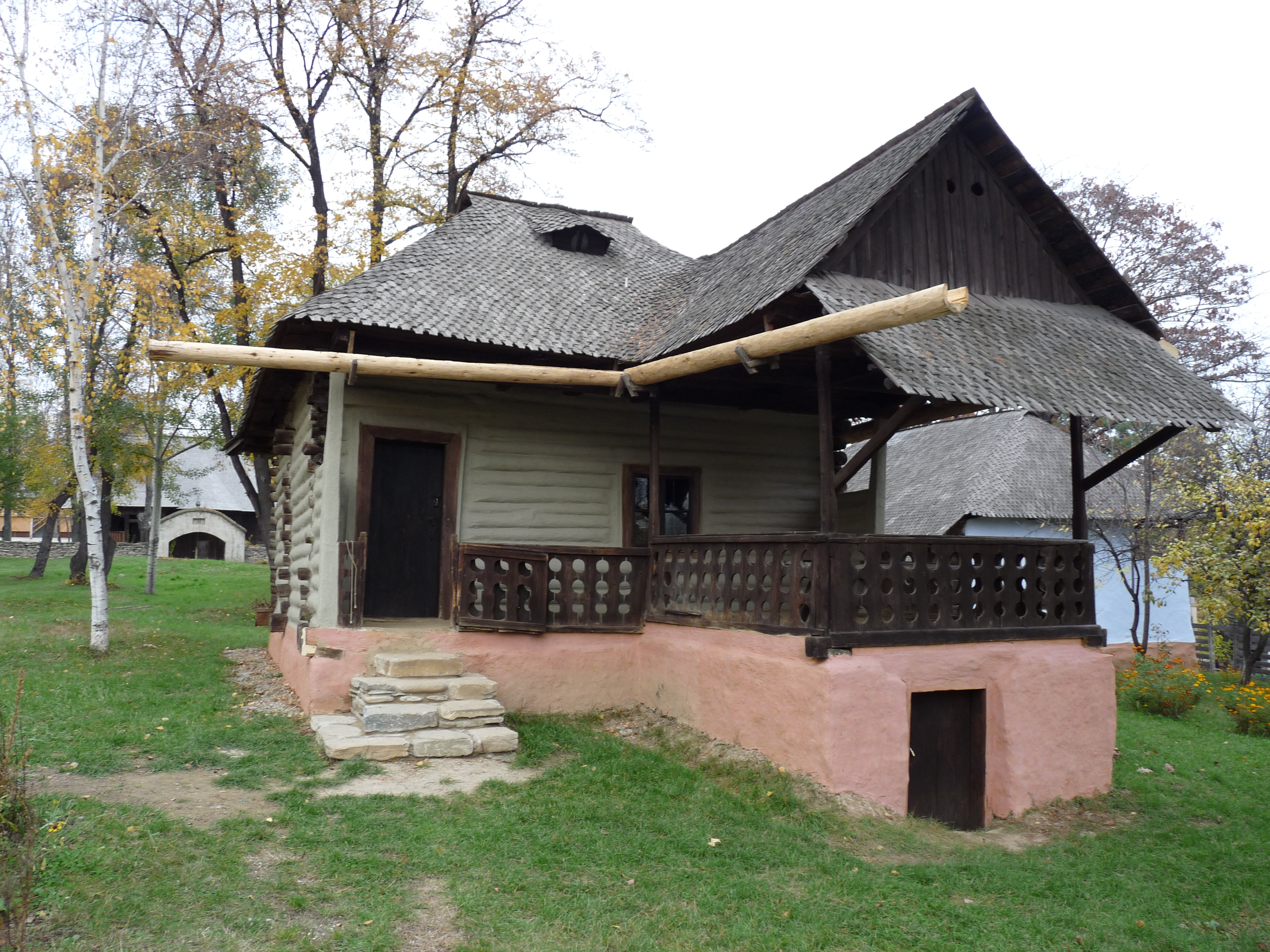
Casă din Năruja expusă la Muzeul Național al Satului „Dimitrie Gusti” din București

Năruja este satul de reședință al comunei cu același nume din județul Vrancea, Moldova, România.